# اچ‌ام‌اس سینتیا (۱۸۹۸)

{{Infobox ship characteristics
اچ‌ام‌اس سینتیا (۱۸۹۸) (به انگلیسی: HMS Cynthia (1898)) یک کشتی بود که طول آن ۲۱۰ فوت (۶۴ متر) Length overall بود. این کشتی در سال ۱۸۹۸ (میلادی)|۱۸۹۸]] ساخته شد.